# بنقرن
البنقرن (الاسم العلمي: Phaeoceros) هو جنس من النباتات يتبع الفصيلة الظهقرنية من رتبة الظهقرنيات.

## أنواع البنقرن
- بنقرن أملس
- بنقرن بلوسوي
- بنقرن تشيلوي
- بنقرن ثنائي التفرع
- بنقرن جلدي
- بنقرن رايتي
- بنقرن رقيق
- بنقرن شبه ألبي
- بنقرن صغروي
- بنقرن قائم
- بنقرن لاصق
- بنقرن منتفخ
- بنقرن مهدب
- بنقرن هالي
- بنقرن هزيل